# Vakalivșciîna (Bîtîțea), Sumî
Vakalivșciîna (în ucraineană Вакалівщина) este un sat în comuna Bîtîțea din raionul Sumî, regiunea Sumî, Ucraina.

## Demografie
Componența lingvistică a localității Vakalivșciîna
     Ucraineană (91,55%)
     Rusă (7,04%)
Conform recensământului din 2001, majoritatea populației localității Vakalivșciîna era vorbitoare de ucraineană (91,55%), existând în minoritate și vorbitori de rusă (7,04%).